# Gran Premio de Venezuela de 1957
El III Gran Premio Internacional de Venezuela, también llamado Gran Premio de Venezuela, fue una competición de automóviles deportivos que se llevó a cabo el 3 de noviembre de 1957 en las afueras de Caracas, Venezuela. Pese a ser la tercera edición del evento, fue la primera y hasta ahora la única en ser una carrera oficial del Campeonato Mundial de Resistencia, uniéndose a los 1000 km de Buenos Aires como las únicas del campeonato en haber tenido lugar en América del Sur.
Es el evento mejor documentado de la breve historia de las carreras automovilísticas en el país, constituyéndose en la cima del desarrollo de este deporte a nivel nacional, que además contó con figuras de talla mundial como Stirling Moss, Phil Hill, Mike Hawthorn, Peter Collins, Wolfgang von Trips, Maurice Trintignant, entre otros.

## Antecedentes
Las dos primeras ediciones del Gran Premio Internacional de Venezuela se realizaron en 1955 y 1956, respectivamente. Pese a haber ganado popularidad, la organización del evento venía registrando pérdidas financieras, ya que los espectadores preferían presenciar los eventos apostándose a los costados de la pista. Las tribunas se veían mayormente vacías, siendo ocupadas solamente por oficiales y allegados del entonces presidente Marcos Pérez Jiménez. Por lo tanto, era un último esfuerzo por parte de los organizadores. Para el evento se dispuso de un trazado de 9.930 km distribuidos en 101 giros entre el Paseo Los Próceres y parte de la Autopista Valle-Coche, dando un total de 1.002,93 km, por lo que la válida también fue conocida como los «1000 km de Caracas».
La temporada venía dominada por la rivalidad entre Ferrari y Maserati, los dos principales fabricantes del momento. La primera carrera, los 1000 km de Buenos Aires, terminó con la victoria del equipo Temple Buell, que condujo un Ferrari 290 MM. Sin embargo, en las 12 Horas de Sebring, Maserati consiguió un doblete con sus modelos 450S y 300S, conducidos respectivamente por Juan Manuel Fangio-Jean Behra y Stirling Moss-Harry Schell. Ferrari volvió a ganar con su modelo 315 S a cargo de Piero Taruffi en Mille Miglia. Las siguientes dos válidas irían para fabricantes británicos: un Aston Martin DBR1/300 en las 6 Horas de Nürburgring, y un Jaguar D-Type en las 24 Horas de Le Mans. El 450S de Maserati obtuvo una segunda victoria en el Gran Premio de Suecia a cargo de Behra y Moss. En estas seis carreras previas a Caracas, Ferrari acumulaba 28 puntos, tres más que Maserati, por lo que el evento venezolano serviría para definir al ganador definitivo.
El trazado de la pista levantó comentarios por su poco apego a los conceptos de seguridad de las carreras automotores de la época, que de por sí eran pasante deficientes. De hecho, Phil Hill comentó que todo el trayecto era «una pesadilla surrealista».

## Clasificación
Para la carrera, llegaron 37 de los 41 automóviles originalmente registrados. En las dos sesiones clasificatorias del 31 de octubre y el 1 de noviembre, 34 automóviles quedarían seleccionados para competir el domingo siguiente. El Maserati 450S de Stirling Moss resultó ser el mejor calificado, adelantando por medio segundo a Tony Brooks en otro Maserati.

## Resultados

### Clasificación final
| Pos. | No. | Clase | Conductores                         | Conductores                 | Equipo                       | Chasis                               | Vueltas          | Razón de retiro |
| ---- | --- | ----- | ----------------------------------- | --------------------------- | ---------------------------- | ------------------------------------ | ---------------- | --------------- |
| 1°   | 14  | S+2.0 | Peter Collins                       | Phil Hill                   | Equipo Ferrari               | Ferrari 335 S                        | 6hr 31:55.8, 101 |                 |
| 2°   | 12  | S+2.0 | Mike Hawthorn                       | Luigi Musso                 | Equipo Ferrari               | Ferrari 335 S                        | 100              |                 |
| 3°   | 16  | S+2.0 | Wolfgang von Trips                  | Wolfgang Seidel             | Equipo Ferrari               | Ferrari 250 TR                       | 97               |                 |
| 4°   | 18  | S+2.0 | Maurice Trintignant                 | Oliver Gendebien            | Equipo Ferrari               | Ferrari 250 TR                       | 97               |                 |
| 5°   | 66  | S2.0  | Huschke von Hanstein                | Edgar Barth                 | Equipo Porsche               | Porsche 718 RSK                      | 91               |                 |
| 6°   | 30  | S+2.0 | Mauricio Marcotulli                 | Ettore Chimeri              | Escudería Madunina Venezuela | Maserati 300S                        | 91               |                 |
| 7°   | 68  | S1.5  | Ed Crawford                         | Ed Hugus                    | Edward W. Crawford           | Porsche 550 RS                       | 90               |                 |
| 8°   | 38  | S2.0  | Julio Pola                          | Piero Drogo                 | Escudería Madunina Venezuela | Ferrari 500 TR                       | 90               |                 |
| 9°   | 60  | S2.0  | Julio Batista Falla                 | Jan de Vroom                | Escudería Cuba               | Ferrari 500 TR                       | 88               |                 |
| 10°  | 65  | S1.5  | Art Bunker                          | Carel Godin de Beaufort     |                              | Porsche 550 RS                       | 88               |                 |
| 11°  | 76  | S1.5  | Umberto Masetti                     | André Testut                | Equipo Monte Carlo           | Osca MT4                             | 86               |                 |
| 12°  | 22  | S+2.0 | Dick Thompson                       | Dick Doane                  | Equipo Corvette              | Chevrolet Corvette C1                | 85               |                 |
| 13°  | 70  | S1.5  | Denise McCluggage                   | Ruth Levy                   | Denise McCluggage            | Porsche 550 RS                       | 85               |                 |
| 14°  | 40  | S+2.0 | C. Martinez                         | Ramón López                 | Escudería Madunina Venezuela | Ferrari 500 Mondial                  | 79               |                 |
| 15°  | 64  | S1.5  | Santiago González                   | Manuel García               | Equipo Cuba                  | Porsche 550 RS                       | 78               |                 |
| 16°  | 74  | S2.0  | Augusto Gutiérrez                   | Deblin                      |                              | AC Ace                               | 77               |                 |
| 17°  | 50  | S2.0  | Antonio Izquierdo                   | Juan Uribe                  | Equipo Colombia              | AC Ace                               | 76               |                 |
| 18°  | 31  | S+2.0 | João Rozende Dos Santos             | Francisco Borjes            |                              | Aston Martin DB3S                    | 76               |                 |
| 19°  | 52  | S2.0  | Sergio González                     | Alberto Gutiérrez           | Equipo C.A.D.V.              | Maserati 200S                        | 75               |                 |
| 20°  | 32  | S+2.0 | Lino Fayen                          | Jacques Oliver              | Equipo C.A.D.V.              | Trans-Oliver Mercedes-Benz (Ferrari) | 74               |                 |
| 21°  | 58  | S2.0  | Renny Ottolina                      | Fredy Brandt                | Equipo C.A.D.V.              | AC Ace                               | 72               |                 |
| Ret. | 2   | S+2.0 | Jean Behra Harry Schell             | Stirling Moss               | Equipo Maserati              | Maserati 450S                        | 55               | Accidente       |
| Ret. | 24  | S+2.0 | John Kilborn                        | Tom Pistone                 | Equipo Corvette              | Chevrolet Corvette C1                | 55               | Recalentamiento |
| Ret. | 6   | S+2.0 | Jo Bonnier                          | Giorgio Scarlatti           | Equipo Maserati              | Maserati 300S                        | 54               | Accidente       |
| Ret. | 46  | S2.0  | Silvano Turco                       | Ugo Tosa                    | Escudería Madunina Venezuela | Maserati A6G                         | 34               |                 |
| Ret. | 4   | S+2.0 | Stirling Moss                       | Tony Brooks                 | Equipo Maserati              | Maserati 450S                        | 32               | Accidente       |
| Ret. | 26  | S+2.0 | Jim Jeffords                        | Fred Windridge              | Equipo Corvette              | Chevrolet Corvette C1                | 31               | Recalentamiento |
| Ret. | 54  | S2.0  | Joseph Hap Dressel                  | Frank Pohanka               | Equipo A.C. Bristol          | AC Ace                               | 25               | Accidente       |
| Ret. | 78  | S1.5  | Luis Ojanguren                      | Peter Monteverdi            | Escudería Madunina Venezuela | Lotus-Climax Eleven                  | 23               |                 |
| Ret. | 56  | S2.0  | J. L. Droullers                     | Juan Fernández              | Equipo C.A.D.V.              | AC Ace                               | 18               |                 |
| Ret. | 62  | S2.0  | Alejandro de Tomaso                 | Isabelle Haskell            | Equipo OSCA                  | Osca MT4                             | 14               |                 |
| Ret. | 10  | S+2.0 | Masten Gregory                      | Dale Duncan                 | Equipo Buell                 | Maserati 450S                        | 1                | Accidente       |
| N/E  | 8   | S+2.0 | Augusto Gutiérrez Giorgio Scarlatti | Francisco Godia Tony Brooks | Equipo Maserati              | Maserati 350S                        |                  | Caja de cambios |
| N/E  | 28  | S+2.0 | Guido Lollobrigita                  | E. Soriani                  | Escudería Madunina Venezuela | Ferrari                              |                  |                 |
| N/E  | 34  | S2.0  | Ottavio Guarducci                   | Azzurro Manzini             | Escudería Madunina Venezuela | Maserati A6G                         |                  |                 |
| N/C  | 44  | S2.0  | R. J. Domínguez                     | C. Martínez                 | Escudería Madunina Venezuela | Ferrari                              |                  | No clasificó    |
| N/C  | 48  | S2.0  | Óscar Oropeza                       | Marcelo Hernández           | Equipo C.A.D.V.              | AC Ace                               |                  | No clasificó    |

### Ganadores por clase
| Clase | Ganadores | Chasis          | Pilotos              |
| ----- | --------- | --------------- | -------------------- |
| S+2.0 | 14        | Ferrari 335 S   | Collins / Hill       |
| S2.0  | 66        | Porsche 718 RSK | von Hanstein / Barth |
| S1.5  | 68        | Porsche 550 RS  | Crawford / Hugus     |

### Puntaje final
| Pos. | Campeón      | Puntos  |
| ---- | ------------ | ------- |
| 1    | Ferrari      | 30 (41) |
| 2    | Maserati     | 25 (28) |
| 3    | Jaguar       | 17      |
| 4    | Aston Martin | 8       |
| 5    | Porsche      | 7       |